# The Professor's Awakening
The Professor's Awakening è un cortometraggio muto del 1914 diretto e interpretato da Harry A. Pollard. Prodotto dalla Beauty (American Film Manufacturing Company) il film aveva come altri interpreti Margarita Fischer, Fred Gamble, Joe Harris e Josephine Ditt.

## Trama
Il professor Blake è talmente coinvolto nel suo lavoro tanto da trascurare tutto quello che lo circonda. Stanco dei rimproveri della sorella, Blake si rifugia in un capanno di pescatori sulla spiaggia dove potrà studiare indisturbato. Qui, anche se non se ne accorge, si innamora della figlia del pescatore. Una catastrofe sta per distruggere il suo lavoro di anni e lui resta sfigurato. Colpito dal coraggio della ragazza in quella situazione, Blake non riesce più a concentrarsi sulle sue ricerche ma, preso dai sentimenti, implora la giovane di sposarlo. Lei, dapprima, esita. Ma poi, convinta del suo amore, accetta la sua proposta.

## Produzione
Il film fu prodotto dall'American Film Manufacturing Company (con il nome Beauty).

## Distribuzione
Distribuito dalla Mutual, il film - un cortometraggio in una bobina - uscì nelle sale cinematografiche degli Stati Uniti il 25 febbraio 1914.